# Führungslaufbahn
Führungslaufbahn ist ein Laufbahnkonzept, das die Qualifizierung oder Weiterentwicklung von Führungskräften zum Ziel hat. 

## Allgemeines
Die Unternehmensführung muss in Unternehmen ab einer bestimmten Betriebsgröße (mittlere Unternehmen und Großunternehmen) einen Teil ihrer Führungsaufgaben an untergeordnete Hierarchieebenen delegieren, um die eigene Arbeitszeit ausschließlich mit strategischen, konstitutiven unternehmerischen Entscheidungen auszufüllen. Unter Führung ist nach Erich Gutenberg die Steuerung der Kombination der Elementarfaktoren (ausführende Arbeitsleistung, Betriebsmittel, Werkstoffe) der Unternehmen und damit der dispositive Faktor innerhalb der Produktionsfaktoren zu verstehen. Echte, bei der Unternehmensleitung verbleibende Führungsaufgaben betreffen daher die Leitung, Planung, Zielsetzung und Kontrolle des Unternehmens, während operative Entscheidungen zu delegieren sind. Die originären Führungsaufgaben sind dagegen stets von der Unternehmensleitung als oberster Führungs- und Entscheidungsebene wahrzunehmen.
Durch diese Delegation schafft sie im Rahmen der Personalentwicklung für Mitarbeiter die Möglichkeit der Führungslaufbahn (oder Linienlaufbahn). Sie erfordert einen vertikalen Stellenwechsel und ist mit einer Ausweitung von Aufgaben, Kompetenzen, Verantwortung und häufig auch höherem Arbeitsentgelt verbunden. Aus der Führungslaufbahn gehen Disziplinarvorgesetzte hervor, die die Personalführung über Mitarbeiter ausüben und mit Disziplinarrechten ausgestattet sind. 
Neben der Führungslaufbahn gibt es noch die Fachlaufbahn, aus der Fachvorgesetzte hervorgehen und die Projektlaufbahn im Rahmen innerbetrieblicher Projekte. Beide Laufbahnarten besitzen eine eigene Parallelhierarchie, die der Hierarchie der Führungslaufbahn ähnelt.

## Laufbahnentwicklung
Die klassische Laufbahnentwicklung einer Führungslaufbahn beginnt beim Sachbearbeiter und setzt sich über den Gruppenleiter, Referatsleiter, Abteilungsleiter, Geschäftsbereichsleiter bis zum Geschäftsführer oder Vorstandsmitglied fort. Organisatorisch entsteht eine Führungslaufbahn durch Versetzung vertikal nach oben innerhalb der Hierarchie. Diese Führungspositionen definieren sich über die Kernaufgabe der disziplinarischen Mitarbeiterführung durch Disziplinarvorgesetzte. Mit ihrem Aufstieg nehmen administrative Aufgaben ab, während Führungs- und Budgetverantwortung zunehmen. Eine Führungslaufbahn ist dadurch gekennzeichnet, dass die in einer betrieblichen Hierarchie erreichbaren Führungspositionen insbesondere zunehmende Führungsverantwortung aufweisen. Mit dem Aufstieg in höhere Stellen ist normalerweise auch eine Erhöhung der Leitungsspanne verbunden. Durch Stellenabbau im Rahmen des Lean Management gibt es in Unternehmen bei der Laufbahnentwicklung jedoch tendenziell weniger Aufstiegsmöglichkeiten. Dabei ist die Laufbahnentwicklung jedoch nicht auf ein Unternehmen beschränkt, sondern kann auch in anderen Unternehmen fortgesetzt werden.

## Karriere
Mit der Laufbahnform der Führungslaufbahn wird dem einzelnen Mitarbeiter die Möglichkeit geboten, über einen vertikalen Aufstieg im Unternehmen seine Karriereziele zu erreichen. Dabei zeigen wirtschaftswissenschaftlich ausgebildete Berufsanfänger eine klare Präferenz für die Führungslaufbahn, während Ingenieure eine deutliche Präferenz für die Fach- oder Projektlaufbahn äußern. Die Vorbereitung von Führungsnachwuchs auf eine Führungslaufbahn und von Führungskräften auf neue Herausforderungen gehört heute zu den wichtigsten personalpolitischen Aufgaben im Unternehmen. Mit jeder Stufe der Führungslaufbahn sind im Regelfall höhere materielle (Arbeitsentgelt) und immaterielle Anreize (Statussymbole wie Dienst- oder Amtsbezeichnungen oder nichtakademische Titel, größeres Büro, Firmenwagen, D&O-Versicherung) sowie mehr Verantwortung, gegebenenfalls auch für Budgets und Zugang zu unternehmenswesentlichen Informationen und damit mehr Macht verbunden.